# Miroirs
Miroirs (tiếng Việt: Những chiếc gương) là tổ khúc dành cho piano của nhà soạn nhạc người Pháp Maurice Ravel. Ông viết chùm tác phẩm này vào năm 1905. Chùm tác phẩm thể hiện những thủ pháp sáng tạo cho piano với một kỹ xảo điêu luyện hiếm có của Ravel. Năm chương của Miroirs đều được đề tặng cho các thành viên của nhóm nghệ sĩ cách tân Les Apaches.

## Hoàn cảnh sáng tác
Khoảng những năm 1900s, Ravel tham gia nhóm các nghệ sĩ trẻ tuổi với hướng sáng tạo cách tân Les Apaches, và tại đó, ông sáng tác Miroirs trong 2 năm 1904-1905 để bày tỏ sự ủng hộ với những nghệ sĩ nạy Miroirs được xuất bản vào năm 1906 và được biểu diễn lần đầu bởi Ricardo Vines trong cùng năm.
Miroirs đã được chuyển thể cho dàn nhạc giao hưởng bởi chính Ravel và một số nhà soạn nhạc đương thơi. 5 chương của Miroirs được nhận định là một trong những tác phẩm khó nhất Ravel đã từng viết, điển hình ở chương 4, và đều yêu cầu người chơi ở trình độ và cảm nhận cao.

## Cấu trúc
Mỗi chương của Miroirs được đề tặng cho các thành viên khác nhau của Les Apaches:

#### Noctuelles (Đom đóm buổi đêm)
Đom đóm buổi đêm sử dụng rất nhiều các gam nửa cung để phác họa cảnh đêm trầm lắng với những con đom đom xuyên suốt, một bức tranh kỳ ảo. Được đề tặng cho Leon-Paul Fargue.

#### Oiseaux tristes (Tiếng chim hót rầu rĩ)
Chương thứ hai diễn tả một chú chim hót lên những giai điệu du dương nhưng buồn rầu, trước khi những chu chim khác tham gia và hót cùng. Được đề tặng cho Ricardo Vines.

#### Une barque sur l'océan (Con thuyền trên đại dương)
Chương thứ ba khắc họa những hiểm trở của một con thuyền ra khơi trên đại dương xanh, những đợt sóng lên xuống và những chuyển động của đại dương được diễn tả bằng gam rải. Là chương nổi tiếng nhất của Miroirs và cũng là chương dài nhất. Được đề tặng cho Paul Sordes.

#### Alborada del gracioso (Bài ca chú hề)
Chương thứ tư mang đến những màu sắc vui vẻ và tươi tắn từ các giai điệu cổ truyền Tây Ban Nha, gợi nhớ đến những làn điệu dân ca và đến những chú hề trong triều đình Tây Ban Nha ngày trước. Đây là chương khó nhất của tác phẩm, với nhiều kỹ thuật thử thách nghệ sĩ. Được đề tặng cho Michel-Dimitri Calvocoressi.

#### La vallée des cloches (Thung lũng chuông reo)
Chương cuối của tác phẩm, là bản hợp xướng của những tiếng chuông cùng lúc một cách du dương mà quyến rũ. Được đề tặng cho Maurice Delage.

## Âm thanh
| Liên khúc Những chiếc gương của Ravel, bản thứ nhất: Noctuelles |  |
|                                                                 |  |
|                                                                 |  |

| Liên khúc Những chiếc gương của Ravel, bản thứ hai: Oiseaux tristes |  |
|                                                                     |  |
|                                                                     |  |

| Liên khúc Những chiếc gương của Ravel, bản thứ tư: Alborada del gracioso |  |
|                                                                          |  |
|                                                                          |  |